# レオナルド・ガルシア
レオナルド・ガルシア（Leonard Garcia、1977年7月14日 - ）は、アメリカ合衆国の男性総合格闘家。テキサス州プレーンビュー出身。ジャクソンズMMA所属。元USWF世界ライト級王者。元Legacy FCフェザー級王者。

## 来歴
16歳からブラジリアン柔術を学び、1999年にプロ総合格闘技デビュー。USWFとRing of Fireで王座を獲得するも当時のライト級では十分な報酬を得ることが出来ず、一時期総合格闘技から離れた。フリトレーでアシスタントマネージャーの職に就いていた。2006年4月1日に3年振りに復帰し、勝利を収めた。

### UFC
2007年4月7日、UFC初参戦となったUFC 69でロジャー・ウエルタと対戦し、0-3の判定負け。ファイト・オブ・ザ・ナイトを受賞した。
2007年6月23日、The Ultimate Fighter 5 Finaleでアレン・ベルービーと対戦し、チョークスリーパーで一本勝ちを収めた。
2007年9月19日、UFC Fight Night: Thomas vs. Florianでコール・ミラーと対戦し、0-3の判定負け。ファイト・オブ・ザ・ナイトを受賞した。

### WEC
2008年2月13日、フェザー級転向及びWEC初参戦となったWEC 32で高谷裕之と対戦し、右ストレートでKO勝ちを収めた。3月には麻薬取引に関する共謀罪の容疑で麻薬取締局に逮捕され、その後係争していたが、7月には釈放された。11月5日のWEC 36では元UFC世界ライト級王者のジェンス・パルヴァーと対戦し、スタンドパンチ連打でTKO勝ち。ノックアウト・オブ・ザ・ナイトを受賞した。
2009年3月1日、WEC 39でマイク・トーマス・ブラウンの持つWEC世界フェザー級王座に挑戦し、1Rに肩固めで一本負けを喫し王座獲得に失敗した。
2010年3月6日、WEC 47ではジョージ・ループと対戦し、1-1の判定ドロー。ファイト・オブ・ザ・ナイトを受賞した。4月24日、WEC 48でジョン・チャンソンと対戦、判定勝ちを収めた。この試合はWEC 48のファイト・オブ・ザ・ナイトとなると同時に、スポーツ・イラストレイテッドによって2010年のベストバウトに選出された。9月24日にはWEC 51でマーク・ホーミニックと対戦、1-2の判定負けを喫した。

### UFC復帰
2010年12月4日、2年2か月ぶりのUFC参戦となったThe Ultimate Fighter: Team GSP vs. Team Koscheck Finaleでナム・ファンと対戦し、2-1の判定勝ち。ファイト・オブ・ザ・ナイトを受賞した。
2011年10月8日、UFC 136でナム・ファンと再戦し、0-3の判定負け。ファイト・オブ・ザ・ナイトを受賞した。
2014年11月14日、Legacy FCでダニエル・ピネダと対戦し、キムラロックで一本負け。2連敗となり試合後に引退を表明した。

## 戦績
| 総合格闘技 戦績 | 総合格闘技 戦績 | 総合格闘技 戦績 | 総合格闘技 戦績 | 総合格闘技 戦績 | 総合格闘技 戦績 | 総合格闘技 戦績 |
| --------------- | --------------- | --------------- | --------------- | --------------- | --------------- | --------------- |
| 32 試合         | (T)KO           | 一本            | 判定            | その他          | 引き分け        | 無効試合        |
| 18 勝           | 5               | 10              | 3               | 0               | 1               | 0               |
| 13 敗           | 0               | 4               | 9               | 0               | 1               | 0               |

| 勝敗 | 対戦相手                               | 試合結果                          | 大会名                                                                   | 開催年月日     |
| ×    | ダニエル・ピネダ                       | 1R 1:54 キムラロック              | Legacy Fighting Championship 37                                          | 2014年11月14日 |
| ×    | デイモン・ジャクソン                   | 1R 1:32 肩固め                    | Legacy Fighting Championship 33 【Legacy FCフェザー級タイトルマッチ】    | 2014年7月18日  |
| ○    | ケビン・アギラー                       | 1R 2:57 TKO（パンチ連打）         | Legacy Fighting Championship 26 【Legacy FCフェザー級王座決定戦】        | 2013年12月6日  |
| ○    | ニック・ゴンザレス                     | 1R 4:43 リアネイキドチョーク      | Legacy Fighting Championship 23                                          | 2013年9月13日  |
| ○    | レイ・トルヒーヨ                       | 3R 0:24 KO（パンチ連打）          | Legacy Fighting Championship 21                                          | 2013年7月19日  |
| ×    | コーディ・マッケンジー                 | 5分3R終了 判定0-3                 | UFC 159: Jones vs. Sonnen                                                | 2013年4月27日  |
| ×    | マックス・ホロウェイ                   | 5分3R終了 判定1-2                 | UFC 155: dos Santos vs. Velasquez 2                                      | 2012年12月29日 |
| ×    | マット・グライス                       | 5分3R終了 判定0-3                 | UFC on FX 3: Johnson vs. McCall                                          | 2012年6月8日   |
| ×    | ナム・ファン                           | 5分3R終了 判定0-3                 | UFC 136: Edgar vs. Maynard 3                                             | 2011年10月8日  |
| ×    | ジョン・チャンソン                     | 2R 4:59 ツイスター                | UFC Fight Night: Nogueira vs. Davis                                      | 2011年3月26日  |
| ○    | ナム・ファン                           | 5分3R終了 判定2-1                 | The Ultimate Fighter: Team GSP vs. Team Koscheck Finale                  | 2010年12月4日  |
| ×    | マーク・ホーミニック                   | 5分3R終了 判定1-2                 | WEC 51: Aldo vs. Gamburyan                                               | 2010年9月30日  |
| ○    | ジョン・チャンソン                     | 5分3R終了 判定2-1                 | WEC 48: Aldo vs. Faber                                                   | 2010年4月24日  |
| △    | ジョージ・ループ                       | 5分3R終了 判定1-1                 | WEC 47: Bowles vs. Cruz                                                  | 2010年3月6日   |
| ×    | マニー・ガンブリャン                   | 5分3R終了 判定0-3                 | WEC 44: Brown vs. Aldo                                                   | 2009年11月18日 |
| ○    | ジャミール・"ザ・サージェント"・マスー | 5分3R終了 判定2-1                 | WEC 42: Torres vs. Bowles                                                | 2009年8月9日   |
| ×    | マイク・トーマス・ブラウン             | 1R 1:57 肩固め                    | WEC 39: Brown vs. Garcia 【WEC世界フェザー級タイトルマッチ】             | 2009年3月1日   |
| ○    | ジェンス・パルヴァー                   | 1R 1:12 TKO（スタンドパンチ連打） | WEC 36: Faber vs. Brown                                                  | 2008年11月5日  |
| ○    | 高谷裕之                               | 1R 1:31 KO（右ストレート）        | WEC 32: Condit vs. Prater                                                | 2008年2月13日  |
| ×    | コール・ミラー                         | 5分3R終了 判定0-3                 | UFC Fight Night: Thomas vs. Florian                                      | 2007年9月19日  |
| ○    | アレン・ベルービー                     | 1R 4:22 チョークスリーパー        | The Ultimate Fighter 5 Finale                                            | 2007年6月23日  |
| ×    | ロジャー・ウエルタ                     | 5分3R終了 判定0-3                 | UFC 69: Shootout                                                         | 2007年4月7日   |
| ○    | ロッキー・ジョンソン                   | 1R 4:58 チョークスリーパー        | Ring of Fire 23: Impact                                                  | 2006年4月1日   |
| ○    | ジャスティン・ジェームス               | 1R 2:28 チョークスリーパー        | Ring of Fire 7: Meltdown 【ROFライト級タイトルマッチ】                   | 2003年3月28日  |
| ○    | スティーブ・ホートン                   | 1R 0:33 腕ひしぎ十字固め          | Ring of Fire 4: Warriors 【ROFライト級王座決定戦】                       | 2002年3月15日  |
| ○    | ビクトー・エストラーダ                 | 2R 0:54 KO（ハイキック）          | WEC 1: Princes of Pain                                                   | 2001年6月30日  |
| ○    | ジェイク・ハッタン                     | 2R 1:46 フロントチョーク          | Ring of Fire 2: Trial By Fire 【ライト級トーナメント 決勝】              | 2001年2月10日  |
| ○    | ショーン・シンプソン                   | 1R 0:32 三角絞め                  | Ring of Fire 2: Trial By Fire 【ライト級トーナメント 1回戦】             | 2001年2月10日  |
| ○    | ブレント・メドレー                     | 1R 3:59 三角絞め                  | Unified Shoot Wrestling Federation 18 【USWF世界ライト級タイトルマッチ】 | 2000年11月25日 |
| ○    | ピューマ・グリーン                     | 1R 2:15 腕ひしぎ十字固め          | Ring of Fire 1                                                           | 2000年3月18日  |
| ×    | ブレント・メドレー                     | 20分1R終了 判定                   | Unified Shoot Wrestling Federation 15                                    | 1999年5月1日   |
| ○    | クリス・キャントレル                   | 1R 1:28 腕ひしぎ十字固め          | Unified Shoot Wrestling Federation 15                                    | 1999年5月1日   |

## 獲得タイトル
- USWF世界ライト級王座（2000年）
- ROF 2ライト級トーナメント 優勝（2001年）
- ROFライト級王座（2002年）
- 第2代Legacy FCフェザー級王座（2013年）

## 表彰
- ブラジリアン柔術 茶帯
- UFC ファイト・オブ・ザ・ナイト（4回）
- WEC ファイト・オブ・ザ・ナイト（2回）
- WEC ノックアウト・オブ・ザ・ナイト（1回）
- スポーツ・イラストレイテッド ファイト・オブ・ザ・イヤー（2010年）